# Higurashi no Naku Koro ni
Higurashi no Naku Koro ni (ひぐらしのなく頃に lit. Cuando las cigarras canten?), también llamada Higurashi: When They Cry, es una novela visual japonesa producida por 07th Expansion. La historia se centra en un grupo de jóvenes y los extraños sucesos que ocurren en torno al festival del Watanagashi en la villa en la que viven, Hinamizawa, pueblo basado en la localización real de Shirakawa-go. El primer juego de esta serie es Onikakushi-hen, lanzado el 10 de agosto de 2002, y termina con Matsuribayashi-hen, el 13 de agosto de 2006, completando una saga de ocho juegos. Los primeros cuatro reciben el nombre general de Higurashi no Naku Koro ni, mientras que los restantes tienen el título de Higurashi no Naku Koro ni Kai (ひぐらしのなく頃に解 Cuando las cigarras canten, Soluciones?). También salió una continuación a la serie en forma de OVA, llamada Higurashi no Naku Koro ni Rei (ひぐらしのなく頃に礼 Cuando las cigarras canten, Gratitudes?), el 31 de diciembre de 2006. En adición a las series originales, se crearon más de estos arcos en las versiones del manga, PlayStation 2 y Nintendo DS.
Ha sido adaptado a un anime producido por Studio DEEN, con 50 capítulos en total; una novela ligera publicada por Square Enix, y un manga, publicado casi en su totalidad por Square Enix y también por Kadokawa Shoten para las sagas de Onisarashi-hen y Utsutsukowashi-hen. En 2008 se estrenó una saga de dos películas rodadas en imagen real, y en diciembre, una serie de OVA.
El 25 de marzo de 2011, Frontier Works avisa a través de su cuenta de Twitter oficial que "Higurashi no Naku Koro ni" tendrá nuevas OVA. Uno de los motivos de este lanzamiento es que el presente 2011 Higurashi cumple 10 años de existencia. "Higurashi no Naku Koro ni Kira" será producida por Studio DEEN y dirigida por Hideki Tachibana. Serán 4 OVA, la primera ("Batsukoishi-hen") está adaptada de la segunda novela del juego "Higurashi No Naku Koro Ni Rei'nero de 2012.
Un nuevo proyecto de anime por el estudio Passione fue anunciado para el verano de 2020, pero debido a la pandemia de enfermedad por coronavirus fue postergado su estreno para la temporada de otoño del mismo año. Este nuevo proyecto resultó ser una tercera temporada, llamada Higurashi No Naku Koro Ni Gou, misma que se estrenó en octubre de 2020 y emitió su último episodio en marzo de 2021, el cual anunció una cuarta temporada que se empezó a emitir en julio del mismo año bajo el nombre de Higurashi No Naku Koro Ni Sotsu.

## Etimología
Al estar escrito en hiragana, el título podría tener dos traducciones literales: Cuando cantan las cigarras o Cuando no hay vida día a día, pero la correcta traducción de la palabra higurashi es cigarra, y de naku, "hacer ruido" (鳴く?), que mayormente se refiere a sonidos producidos por animales. Como no existe traducción oficial al idioma español, se lee popularmente como cuando las cigarras lloran. Dicho eso, el verbo correcto sería "cantar" o "gorjear". El conjugar el verbo en subjuntivo para la traducción en español es importante, considerando el contexto de la frase utilizada frecuentemente dentro de la obra: "Cuando las cigarras canten, todo terminará." El creador afirma que ひぐらしのなく頃に, con el "na" rojo, es parte del título oficial.

## Sinopsis
Junio de 1983, Maebara Keiichi es un joven estudiante perteneciente a una familia de clase media, quienes en busca de descanso deciden mudarse a la pequeña y apartada villa de Hinamizawa. Aquí, el aire de los bosques es extraño, misterioso, pero Keiichi logra sentirse a gusto en ese sitio que de alguna forma se ve tan acogedor. También hace algunas amigas en su nuevo colegio, y con ellas se dedica a las actividades del club que tienen después de clases, en su mayoría practicar juegos de estrategia y cartas.
Los días transcurren y el pueblo parece tan normal y tranquilo como siempre... hasta la llegada del “Watanagashi”, un festival local en el que se agradece al dios Oyashiro-sama. Keiichi se entera de que desde hace cuatro años en la noche del festival una persona muere y otra desaparece, como consecuencia de una maldición desatada por la furia de este dios. Entonces, su mundo comenzará a distorsionarse. Keiichi siente que algo lo vigila de cerca, que sus amigas le ocultan secretos, y que la historia de Hinamizawa es aún más tenebrosa y siniestra de lo que alguna vez imaginó. Y así, poco a poco, Keiichi se verá involucrado en todos estos eventos y con Oyashiro-sama, encontrando pistas y datos que parecen conducir hacia una única y perturbadora verdad.

## Personajes
Keiichi Maebara (前原圭一?)
Voz por: Sōichirō Hoshi, Ernesto Rumbaut (español latino)
Es el protagonista de las "sagas de preguntas", un chico quien junto con su familia se traslada a Hinamizawa esperando adaptarse a una nueva vida en el campo. La personalidad abierta de Keiichi le permite hacer amigos con facilidad, incluso posee una astucia e inteligencia que le salvarán en varias ocasiones. Recuerda con pena su pasado, pero eso no le ha impedido comenzar de nuevo en una nueva escuela y con nuevas amigas. Él, aunque no protagoniza todos los arcos de la historia, es uno de sus personajes más importantes, viéndose envuelto en el oscuro y secreto círculo de Hinamizawa.
Rena Ryūgū (竜宮レナ?)
Voz por: Mai Nakahara, María José Estévez (español latino)
Una de las heroínas. En un principio fue a Ibaraki al empezar la escuela, pero volvió a Hinamizawa un año antes del comienzo la historia. Rena tiene una enfermiza obsesión por todo lo que considera "lindo" (aunque para los demás no lo sea) y siempre quiere llevárselo a su casa, diciendo su muy conocida frase Haū! Omochikaerī! (はぅ〜! お持ち帰りぃ〜!?). Sin embargo, detrás de su dulce y atento corazón esconde secretos que podrían desencadenar finales trágicos.
Mion Sonozaki (園崎魅音?)
Voz por: Satsuki Yukino, Judith Noguera (español latino)
Es la presidenta de la clase y líder del club. Por su fuerte carisma e incapacidad de comportarse como una mujer hasta se apoda a sí misma "viejo hombre", aunque ella en sí es muy amigable y preocupada por sus amigos, en especial por Keiichi, ya que está enamorada secretamente de él. Ella es la legítima sucesora del poderoso clan Sonozaki, unos Yakuza que gobiernan todo Hinamizawa. En el segundo arco del anime se conoce que tiene una hermana gemela, Shion, exiliada como consecuencia de las tradiciones de su familia.
Shion Sonozaki (園崎詩音?)
Voz por: Satsuki Yukino, Judith Noguera (español latino)
La hermana gemela de Mion; ambas tienen personalidades y estilos diferentes que distinguen la una de la otra. Trabaja en el restaurante de Angel Mort y es la gerente del equipo de béisbol de Hinamizawa. A motivo de la tradición del clan Sonozaki, desterraron a Shion por haber nacido después, lo que sólo contribuyó a alterar su psique, pero la gota que colmó el vaso fue la desaparición de Satoshi (que no resultó ser más que una ayuda que le propinó Irie para salvarlo del síndrome de Hinamizawa), por lo que el amor hacia él y el intenso odio hacia su familia la convirtieron en una Yandere.
Satoko Hōjō (北条沙都子?)
Voz por: Mika Kanai, Dariana Fustes (español latino)
Satoko es la más traviesa del grupo. De aire enérgico y temperamento fuerte, su mayor afición es colocar trampas para probar la destreza de sus amigos. Antes de la llegada de Keiichi, Satoko tuvo una vida plagada de crueles episodios: la muerte de sus padres, la desaparición de su hermano mayor y los constantes abusos de sus tíos. Entonces, Mion (que en realidad era Shion disfrazada de su hermana) jura que lo protegería, cambiando su triste y deprimida personalidad. Por eso, y aunque no lo demuestre, Satoko quiere a sus amigos como a la familia que nunca tuvo.
Rika Furude (古手梨花?)
Voz por: Yukari Tamura, Lucía Suárez (español latino)
Mejor amiga de Satoko y sacerdotisa de la aldea. Rika es caracterizada por ser la única superviviente del clan Furude, y se encarga, como miko, de dirigir la ceremonia del festival de Watanagashi. Ella suele comportarse de una manera dulce y alegre, repitiendo algunas palabras como "mii~" y "nippah~", el pronombre "boku" y la terminación "-nanodesu", algo que adora Rena por considerarlo tan lindo. Rika es el personaje más importante dentro de la saga (aunque al principio la historia parece girar en torno a Keiichi), retrocediendo eternamente el junio de 1983 para luchar contra el destino y así poder tener un futuro mejor junto con sus preciados amigos.
Hanyū Furude (古手羽入?)
Voz por: Yui Horie, Gigliola Mariangel (español latino)
Hanyū es la misteriosa chica que se muda a Hinamizawa ingresando a la escuela de allí en Matsuribayashi-hen, que dice ser pariente de Rika. Tiene un par de cuernos negros en su cabeza de los cuales nunca se explica nada. Al igual que Rika usa "boku" y la terminación "-nanodesu", con frecuencia dice "Au au, au au…" cuando está nerviosa o incómoda.
En el segundo OVA de Higurashi No Naku Koro Ni Kira dice repetidamente su nombre al terminar una frase.
Es un personaje importante en Matsuribayashi-hen, ya que gracias a ella Rika logra crear un milagro.

## Sagas
Tanto en las novelas visuales como en las demás adaptaciones (llamadas "juegos" en el fandom), la historia se divide en "Sagas" (編 Hen?) de preguntas y respuestas. En cada una de ellas es posible tener un distinto final para la historia, las cuales no necesariamente están relacionadas, pero explican sucesos significativos. Los arcos de pregunta son generalmente recapitulados en su saga de respuesta, pero bajo la perspectiva de otro personaje, y es este cambio de protagonismo lo que permite resolver el misterio y llegar a diferentes conclusiones. Los ocho juegos originales de PC son separados en dos grupos de cuatro cada uno (el primero son las sagas de preguntas y el segundo sus respuestas).

### Sagas de preguntas (Higurashi no Naku Koro ni)
El Rapto del demonio (鬼隠し編 Onikakushi-hen?)
Este arco sirve de introducción; se dan los primeros datos sobre el pueblo y sus personajes, centrándose la historia en el protagonista Maebara Keiichi. Este comienza una tranquila vida en Hinamizawa, pero luego de la noche del Watanagashi comienzan a ocurrir extraños sucesos que vinculan sospechosamente a Rena y Mion.
El fluir del algodón (綿流し編 Watanagashi-hen?)
Aparece por primera vez Sonozaki Shion, la hermana gemela de Mion, y la historia está enfocada en ambas chicas. Debido a algunos acontecimientos posteriores, Keiichi y tres personas más resultan víctimas de la maldición de Oyashiro-sama, y comienzan a morir o a desaparecer de uno a uno. A diferencia del primer arco esta historia consiste básicamente en lo ocurrido la noche del Watanagashi.
 La maldición asesina (祟殺し編 Tatarigoroshi-hen?)
Nuevamente Maebara Keiichi es el protagonista y esta vez centra su atención en Hōjō Satoko, la cual pasa por una difícil situación al sufrir de los abusos de su tío, Hōjō Teppei, llevando a Keiichi a tomar medidas drásticas. En este capítulo la participación de muchos personajes se hace importante para entender el resto de la historia.
El Tiempo desperdiciado (暇潰し編 Himatsubushi-hen?)
Aparece un policía proveniente de Tokio llamado Akasaka Mamoru, que se dirige hacia la villa para investigar el secuestro del nieto de un político. Se agregan detalles sobre el pasado de Hinamizawa antes de desatarse la maldición, y a Furude Rika como eje de la historia.

### Sagas de respuestas (Higurashi no Naku Koro ni)
Ojos Abiertos (目明し編 Meakashi-hen?)
El arco de respuestas de Watanagashi-hen. Los primeros capítulos de esta saga suceden un año antes de la llegada de Keiichi al pueblo. Los acontecimientos se desarrollan desde el punto de vista de Shion, resolviendo todas las dudas y conociendo la verdad detrás de los horribles sucesos de esta saga, pero hay que aclarar que en cierto sentido las historias de Watanagashi-hen y Meakashi-hen tienen algunas diferencias.
Expiación (罪滅し編 Tsumihoroboshi-hen?)
Arco de respuestas de Onikakushi-hen, aunque en un principio no es tan detallado (debido a que la historia no se le asemeja tanto); se dan a entender varios antecedentes sobre algunos sucesos de Onikakushi-hen que son de importancia. La protagonista en esta ocasión es Ryūgū Rena, que pasa por una situación similar a la de Keiichi en Onikakushi-hen. A pesar de que Rena es la protagonista, Keiichi toma un rumbo importante en la historia, siendo un personaje clave en descubrir gran parte de los datos que se presentan. Tsumihoroboshi-hen es el primer capítulo con final feliz en la serie, aunque los TIPS del juego revelen una torcedura siniestra.

### Saga de respuestas (Higurashi no Naku Koro ni Kai)
Masacre (皆殺し編 Minagoroshi-hen?)
Arco de respuestas de Tatarigoroshi-hen protagonizado por Rika. A partir de aquí comienzan a resolverse los misterios de todos los arcos anteriores a este, y explica la razón de las historias alternas. Aparece una nueva personaje llamada Hanyū. En esta saga se vuelve muy importante la participación de Keiichi en diversos cambios de sucesos, por ejemplo, el que simboliza a Tatarigoroshi-hen, que es el problema de abuso a Satoko, además del descubrimiento del verdadero villano de toda la serie y lo que está detrás del desastre de Hinamizawa.
Música del festival (祭囃し編 Matsuribayashi-hen?)
Último arco de Higurashi, en donde las pistas faltantes ya están resueltas y la explicación de muchos sucesos conducen a la última batalla entre los personajes y la mente maestra causante de los crímenes del pueblo. Este es el final definitivo de la historia, aunque existe otro final alterno llamado Miotsukushi-hen proveniente de los Juegos de Higurashi Matsuri de PS2.

### Sagas extras

#### Higurashi No Naku Koro Ni Rei
Matando a un asesino (賽殺し編 Saikoroshi-hen?)
Saikoroshi-hen es un epílogo de Matsuribayashi-hen y toma lugar dos meses más tarde de agosto de 1983. Rika cae en un coma luego de un accidente de auto, pero despierta en un mundo totalmente diferente en donde ninguno de los anteriores eventos de Hinamizawa suceden: los padres de Rena no se divorcian, el proyecto de la presa finalizó sin problemas y los padres de Rika y Satoko siguen vivos. Sin embargo, Keiichi nunca se muda a Hinamizawa, el club no existe, Hanyū no está, Rika no tiene amigos, tampoco la adoran como la reencarnación de Oyashiro-sama y la villa se hundirá bajo el agua dentro de poco. Rika entonces tiene la opción de quedarse en ese mundo o cometer un grave pecado para dejarlo.
Amanecer (昼壊し編 Hirukowashi-hen?)
Hirukowashi-hen está basado en un juego dōjin llamado Higurashi Daybreak. Rena accidentalmente se traga una magatama, causando que se enamore del poseedor del otro magatama.

#### Higurashi No Naku Koro Ni Kira
Penalidad del amor (罰恋し編 Batsukoishi-hen?)
Una historia de un sueño en la que "Keiichi y los Soul Brothers" luchan contra las muchachas por medio de los juegos de castigo del club. Esta OVA había sido originalmente cancelada para Rei debido a que creían que era muy tonto y se separaba completamente de la historia, pero hace su estreno en los OVA especiales del 10.º cumpleaños de Higurashi agregándole Fanservice

### Exclusivos del juego de PS2 (Matsuri)
Torbellino (盥回し編 Taraimawashi-hen?)
Una historia alternativa. Esta "saga de pregunta" es un adicional de Onikakushi-hen, aunque también incluye algunos eventos de Watanagashi-hen. Luego de escuchar el oscuro pasado de Hinamizawa, Keiichi decide no hacer caso y gozar de su vida pacífica, pero esta decisión conducirá a una trágica serie de acontecimientos. Esta vez Sonozaki Shion es la villana, mientras que Mion es su primera víctima.
Exorcismo (憑落し編 Tsukiotoshi-hen?)
Aunque Tsukiotoshi-hen no provee muchas respuestas por sí mismo, puesto que se relaciona con Watanagashi/Meakashi-hen y Tatarigoroshi-hen, esta saga es considerada como respuesta. Para salvar a Satoko; Shion, Keiichi y Rena deciden matar a Teppei, pero luego de realizar tal hecho, Rena comienza a comportarse de una forma extraña, y Keiichi piensa que Oyashiro habla con él.
Drenaje del canal (澪尽し編 Miotsukushi-hen?)
Esta saga llamada "Miotsukushi" es un juego de palabras de Mio-tsu-kushi (澪標 marcas en en un canal de agua?) y Mi wo tsukushi (身を尽(く)し Ser uno mismo?), forma conjugada de Mi wo tsukusu (身を尽くす servir a un cuerpo?). Este juego de palabras es muy famoso en los poemas japoneses como haiku. Después de descubrir quien es el verdadero asesino, Rika y Keiichi quieren poner punto final a todo el misterio, pero se encuentran en una situación muy diferente que en Matsuribayashi-hen. Antes de que puedan hacer algo, tiene que resolver primero los problemas de Watanagashi/Meakashi-hen, Tatarigoroshi-hen, y Tsumihoroboshi-hen.

### Exclusivos del juego de Nintendo DS (Kizuna)
Silueta (影紡し編 Kagebōshi-hen?)
Un nuevo capítulo de Higurashi no Naku Koro ni Kizuna Dai Ni Kan Sō. Esta nueva versión del Onisarashi-hen ocurre desde el punto de vista de Minami Tomoe, una mujer policía que se encarga de investigar extraños sucesos en toda la región. De igual manera aparecen Akasaka, Oishi, la hermana menor de Tomoe y otro oficial de la policía. Este arco tuvo un "final feliz", a diferencia de su original en el manga, pero con diferentes eventos.
Desenredando (解々し編 Tokihogushi-hen?)
Tomoe y su hermana hacen otra aparición, junto a una nueva chica llamada Nagiza Ozaki. Oishi Kurado y Ryūgū Rena también vuelven a aparecer. En esta saga se explora el pasado de Rena.

### Exclusivos del anime
Despertar del desastre (厄醒し編 Yakusamashi-hen?)
Este arco fue agregado en la segunda temporada de la serie; antes de Minagoroshi-hen y Matsuribayashi-hen. Yakusamashi-hen agrega escenas de las sagas de pregunta, conectándolos con los de respuestas. Ryukishi07 afirma que la aparición de Yakusamashi-hen es para incluir información que se dejó de lado en la primera temporada. Yakusamashi-hen toma lugar en un escenario donde Keiichi, Rena, Mion, Shion, Rika, y Satoko asisten a la misma escuela. Keiichi le pide a sus amigas que no le guarden secretos, evitando así el Onikakushi-hen. En esta saga, Satoko nota el comportamiento extraño de Rika y oye de ella sobre un asesinato inevitable; pero aunque le pregunta ésta se niega a responder. Satoko atestigua más adelante que Rika intenta advertir a Tomitake sobre su muerte. Satoko entonces aparece igual que en Tatarigoroshi-hen y fallece en el hospital enterándose del mensaje de Rena.
Reunión (サイカイ Saikai?)
Esta saga está ubicada aproximadamente en 2000 y ocupa el primer episodio de Higurashi no Naku Koro ni Kai. Han pasado aproximadamente treinta años desde que Akasaka Mamoru fue a Hinamizawa por primera vez en 1978 y conoció a Furūde Rika. Diecisiete años después de haber ocurrido el Gran Desastre de Hinamizawa, él regresa junto con Oishi y un compañero; van a la clínica abandonada y después a la escuela, donde una Ryūgū Rena de unos 32 años espera. Aquí se revela que Keiichi, Mion, Shion, Satoko y Rika ya estaban muertos, la última asesinada y los demás por una epidemia. Tiene ciertas semejanzas y diferencias con Yakusamashi-hen, por ejemplo, en ambos casos las muertes son iguales, y una de las diferencias es que Rena no sobrevive en Yakusamashi-hen, y en cambio sí lo hace en Saikai. No se le puede considerar saga, pero sí epílogo de Tsumihoroboshi-hen.

### Exclusivos del manga
Descubriendo al demonio (鬼曝し編 Onisarashi-hen?)
En Onisarashi-hen, una joven llamada Natsumi es atormentada por el desastre de Hinamizawa. Luego de que su abuela (antigua pobladora de esta villa) le diga sobre la maldición de Oyashiro-sama, Natsumi descubrirá que sus propias manos se han cubierto en sangre. Akasaka y Ōishi hacen aparición en esta historia. Onisarashi-hen ha sido incluida en un juego versión de Nintendo DS, Higurashi no Naku Koro ni Kizuna, bajo el nombre de Someutsuhi-hen. La última versión presenta algunos cambios.
Por la noche (宵越し編 Yoigoshi-hen?)
Esta saga es un epílogo de uno de los "resultados posibles" del Tsumihoroboshi-hen, en el que Rena quema la escuela, matando a Mion y a sus amigos. Varios años después, en 2006, el bloqueo ha sido levantado y un grupo de cinco estudiantes se conocen por coincidencia, y uno de ellos se hace llamar Mion. Terminan siendo arrastrados dentro de la sobrenatural "Villa de la Muerte".
Rompiendo la realidad (現壊し編 Utsutsukowashi-hen?)
Protosecuela de Meakashi-hen. Shion es enviada a una escuela para chicas, Academia Santa Lucía, un internado. Un día, el cuerpo de un profesor es hallado en la piscina y la primera en descubrirlo, Kōsaka Mizuho, es llamada por el director para informar sobre ello. Shion escucha rumores sobre la abuela de Mizuho quien está detrás de ella, por lo que Mizuho está tomando la escuela como un refugio, siendo aprovechado por Shion. Este capítulo ha sido serializado en Comp Ace.
Curando el corazón (心癒し編 Kokoroiyashi-hen?)
Epílogo de Matsuribayashi-hen, donde Rika y los otros, incluida Hanyū, van a unas vacaciones de verano después de vivir las malas experiencias de Hinamizawa.

## Secuela
Con la revelación de que el anime del 2020 y su subsecuente adaptación a manga serían una continuación a la historia vista en la adaptación anime y manga de las novelas visuales se presenta una nueva historia en la que Furude Rika es atrapada nuevamente en junio de 1983 sin tener el conocimiento de porque esto ha sucedido. La secuela al igual que la historia original presenta una saga de preguntas y una saga de respuestas. La saga de preguntas va por el título de Higurashi no Naku Koro ni Gou, mientras que la saga de respuestas se llama Higurashi no Naku Koro ni Sotsu en el anime y Higurashi no Naku Koro ni Meguri en el manga

### Sagas de preguntas (Higurashi no Naku Koro ni Gou)
El engaño del demonio (鬼騙し編 Onidamashi-hen?)
Esta saga sirve como una reintroducción a los personajes, teniendo paralelismos con la saga Onikakushi-hen, pero con cambios significativos. Después de enterarse de la maldición de Hinamizawa por parte de Oishi Kurado, Maebara Keiichi cree que su amiga Ryūgū Rena quiere asesinarlo, Tomitake Jirou ha desaparecido junto con Takano Miyo la noche del Watanagashi, Hanyū aparece desde el Mar de Fragmentos y Furude Rika menciona su victoria frente a Takano Miyo (la mente maestra de las tragedias) en Matsuribayashi-hen, diciendo haber sido "arrastrada" nuevamente a junio de 1983.
El engaño del algodón (綿騙し編 Watadamashi-hen?)
Esta saga tiene paralelismos con la saga Watanagashi-hen, pero con cambios significativos. Se reintroduce al personaje de Sonozaki Shion y se presenta un escenario en el que Keiichi le da la muñeca a Mion y no a Rena, Keiichi y Shion se vuelven amigos cercanos y Mion se encela por su relación, dándose una especie de "triángulo amoroso". En esta saga se revela que la noche del Watanagashi en lugar de ser asesinado Tomitake escapa de Hinamizawa en un carro robado junto con Miyo. El alcalde Kimiyoshi Kiichirou, Shion y Rika desaparecen, y Mion busca proteger a Keiichi de la maldición de Oyashiro-sama.
El engaño de la maldición asesina (祟騙し編 Tataridamashi-hen?)
Esta saga tiene paralelismos con las sagas Tatarigoroshi-hen y Minagoroshi-hen, pero con cambios significativos. Se reintroduce al personaje de Hōjō Teppei y se presenta un escenario diferente, en lugar de querer asesinar a Teppei este Keiichi une al club, a sus compañeros y profesora, y posteriormente a todo el pueblo para salvar a Satoko del abuso de su tío con ayuda de las autoridades, por lo que Rika cree que ha encontrado "el fragmento milagroso". La noche del Watanagashi Rika descubre que Takano Miyo no es la culpable de su muerte, Keiichi y Teppei "se atacan mutuamente" en la casa de Satoko, resultando con la muerte de Teppei y Keiichi perdiendo el conocimiento. Keiichi posteriormente despierta en el hospital y descubre por parte de Rena que una "extraña" tragedia sucedió la noche del Watanagashi, resultando en la muerte de sus amigas.
El engaño del gato (猫騙し編  Nekodamashi-hen?)
Última saga de preguntas de la secuela. Al inicio de esta se revela que quien perpetró la tragedia en Tataridamashi-hen fue Oishi. Hanyū le revela a Rika que quien la atrapó es otro "viajero de fragmentos" como ella y se le refieren como "quien tira los dados", y también le revela la existencia de su espada, Onigari-no-Ryuou, que acabó con la misma Hanyū y puede matar a "viajeros de fragmentos". Hanyū "muere" al sacrificar su existencia para que Rika recuerde quien la asesina. Al buscar la Onigari-no-Ryou Rika encuentra solo un fragmento de esta y trata de descubrir quien es el responsable, pero la tragedia y su asesinato siempre resultan ser perpetrados por diferentes personas en los diferentes fragmentos a los que va. Rika se cuestiona su deseo de abandonar Hinamizawa y tras pasar un maravilloso día con sus amigos en un último fragmento finalmente descubre que la nueva mente maestra y antagonista, al igual que otro viajero de fragmentos, es uno de los miembros del club.

### Sagas de respuestas (Higurashi no Naku Koro ni Gou (Anime) / Higurashi no Naku Koro ni Meguri (Manga) )
La Destrucción de la Villa (郷壊し編 Satokowashi-hen?)
Saga protagonizada por la mente maestra detrás de las tragedias, Hōjō Satoko. Esta saga es una continuación directa a Matsuribayashi-hen unos años después: Satoko se ha curado "milagrosamente" del Síndrome de Hinamizawa, las tres familias han declarado que no existe la maldición de Oyashiro-sama, Rika decide irse de Hinamizawa para estudiar en Santa Lucía (la escuela de Shion) y Satoko la acompaña. Siendo excluida y menospreciada por las nuevas amigas adineradas de Rika, y ante mucho acoso, abuso y estrés por parte de la directora de la escuela Satoko le pide a Dios "otra oportunidad". En una reunión del Club Satoko entra al santuario Furude y encuentra un cuerno en la estatua de Oyashiro-sama, el cual la transporta al Mar de Fragmentos y se encuentra con una misteriosa Diosa de cuernos, a la que llama "Eua", quien le concede el poder de viajar a fragmentos al igual que "su gato, Furude Rika" a cambio de que "la entretenga". Satoko atrapa a Rika nuevamente en Hinamizawa al robarle a Takano Miyo una inyección del síndrome para infectar a cualquiera. Se revela que los saltos de Satoko generan que personas como Teppei y Miyo recuerden otros fragmentos, por lo que cambian arrepentidos de sus actos. Esta saga llamada "Satokowashi" es un juego de palabras, pues literalmente se traduce como "La destrucción de la Villa", pero la palabra "villa" es pronunciada como "Satoko", por lo que también puede entenderse como "La Destrucción de Satoko".

### Sagas de respuestas (Higurashi no Naku Koro ni Sotsu)
La revelación del demonio (鬼明し編 Oniakashi-hen?)
Saga de respuestas para Onidamashi-hen, la cual tiene un paralelismo con Tsumihoroboshi-hen. Se ve todo desde la perspectiva de Ryūgū Rena y se reintroduce al personaje de Mamiya Ritsuko "Rina", quien quiere ayudar a Rena a que su padre deje de beber y gastar su dinero, pero debido a que Rena es inyectada con el Síndrome por Hōjō Satoko, esta asesina a Rina y finalmente planea asesinar a su amigo Maebara Keeichi, pensando que este sabe lo que hizo. En esta saga la Diosa "Eua" introduce el concepto de "piezas" para referirse a los humanos.
La revelación del algodón (綿明し編 Wataakashi-hen?)
Saga de respuestas para Watadamashi-hen, la cual tiene un paralelismo con Meakashi-hen. Esta toma la perspectiva de Sonozaki Mion y se revela que fue ella, tras ser inyectada por el Síndrome por Hōjō Satoko, quien perpetra las desapariciones de Watadamashi-hen. En esta saga, la diosa "Eua" introduce el concepto de "movimientos" para referirse a la acciones de manipulación realizadas por Satoko sobre los demás. Del mismo modo, muestra conocer y despreciar a Hanyū al llamarla "su fracaso" al no poder impedir las tragedias de Hinamizawa.
La revelación de la maldición asesina (祟明し編 Tatariakashi-hen?)
Saga de respuestas para Tatarigoroshi-hen. Esta toma la perspectiva de Hōjō Satoko y muestra sus manipulaciones para herir a Rika. Se revela que Hōjō Teppei ha cambiado y Satoko lo ha manipulado para que crea que es acosada por el pueblo así como lo hizo con el pueblo entero con la llegada de su tío, pero ante la amabilidad de todos, incluido su tío, Satoko comienza a arrepentirse de sus actos. Se revela que la "pelea" de Teppei y Keiichi en Tatarigoroshi-hen fue una mentira de "SATOKO", pues ella fue quien asesino a su tío y golpeo a Keiichi para que Oishi, a quien ella había inyectado con el Síndrome, matase a Rika al culparla de lo sucedido. En esta saga la Diosa "Eua" introduce el concepto de "bruja", al decir que Satoko "se ha convertido en una bruja" y la ayuda a "eliminar" sus sentimientos de arrepentimiento (la Satoko humana). Rena queda traumatizada al presenciar que "SATOKO" fue quien causó tan extraña tragedia.
Entretenimiento de los Dioses (神楽し編  Kagurashi-hen?)
Saga de respuestas para Nekodamashi-hen y el fin de la secuela, dando una resolución al conflicto entre Furude Rika y Hōjō Satoko. Se enfoca en el pasado de Furude Hanyū, quien realmente no ha muerto, y su relación con Furude Rika, a quien ve como la reencarnación de su hija, Furude Ōka. Hanyū confronta a "Eua", quien revela su conexión con Hanyū al ser esta "una parte" de ella. "Eua" introduce el concepto de "tablero" para referirse a los mundos o fragmentos a los que van Rika y Satoko, revelando que estas son las "piezas" de Hanyū y ella respectivamente.
La historia termina con la derrota de Eua a manos de Hanyū cuando esta le mostró un milagro, siendo este que Rika no usará la espada para acabar con su vida o con la de Satoko. Por su parte, Rika y Satoko terminan en un mundo ideal en el que todos están vivos y cada una es feliz pero están separadas, mientras que sus yo-brujas terminan yéndose de aquel mundo "en búsqueda de una nueva historia".

### Sagas de respuestas (Higurashi no Naku Koro ni Meguri)
Adaptación al manga de Sotsu, sus adaptaciones muestran escenarios y respuestas no explorados en Sotsu, además de explicar los cambios del manga.
Este manga obra expande y mejora lo visto en el anime, así como modificaciones y diferencias a la historia vista en los animes. Manga publicado en Kadokawa Shōten y en emisión de capítulos bimensual.
Los primeros tres arcos de respuestas son los mismos que en Higurashi Sotsu, de ahí en adelante se presentan nuevos arcos.
La revelación del demonio (鬼明し編 Oniakashi-hen?)
La adaptación de Oniakashi-hen es similar a la del anime pero con algunas diferencias.
Rina amenaza a Rena de la misma manera como lo hizo Tsumihoroboshi-hen pero se arrepiente de sus actos y rompe con el padre de Rena al darse cuenta de que Rena y ella compartían un pasado similar, disculpándose con Rena el mismo día que ella y Keiichi fueron al basurero, haciéndese amigas. Rika le informa a Tomitake sobre todo lo que sabe de los planes de Takano, impidiendo su muerte a manos de esta y deteniendo sus planes y los de Tokio, Satoko roba la H173 durante la detención secreta de Takano e inyecta a Rena con la H173 después del festival del Watanawashi con ayuda de una de sus trampas. Posteriormente Rena mata a Rina esa misma noche cuando habían acordado ir a comer un pastel juntas. Rena considera dejar de lado su plan de matar a Keiichi gracias a Rika, pero lo retoma al haber sido golpeada por su padre ebrio por el abandono de Rina. Después del ataque de Rena a Keiichi, Satoko asesina a Rika apuñalándola varias en su hogar para posteriormente tomar su vida con el mismo cuchillo esa misma noche. Al final del arco Eua invita a Satoko a comer galletas y tomar té a su lado, criticando lo riesgosos que fueron sus "jugadas y movimientos".
La revelación del algodón  (綿明し編 Wataakashi-hen?)
La adaptación de Wataakashi-hen es similar a la del anime pero con algunas diferencias.
Satoko obtiene una pistola y la H-173 asesinando a Rika mientras duerme y posteriormente a Takano con una de sus trampas una y otra vez en varios fragmentos hasta obtener correctamente el código de acceso a su maletín con las inyecciones, lo que le permite aprender sobre todo el movimiento dentro del hospital para así acceder el primer día de sus bucles a lo que busca sin tener que asesinar a Takano. Eua le menciona a Satoko sobre la existencia de la Onigari-no-Ryuou como un arma que puede asesinarla permanentemente, por lo que Satoko decide que hará su prioridad buscar la espada para deshacerse de ella antes de que Rika descubra su existencia. Shion es quien ayuda a Mion a poder acercase a Keiichi después de que este le diera la muñeca, pero posteriormente Shion le revela a Mion que también se ha enamorado de Keiichi por todo el tiempo que han pasado juntos (aunque también sigue amando a Satoshi), pero de todos modos prefiere ayudar a Mion porque cree que algún día Satoshi volverá.
Las gemelas Sonozaki tienen una pijamada con Satoko donde ambas se visten igual y al dormirse Satoko inyecta a una de las dos sin saber a cual de las dos gemelas ha inyectado pero piensa que eso hará "las cosas más interesantes", resultando ser la inyectada Shion. Satoko aprovecha para buscar la Onigari-no Ryou, y tras encontrarla y dejar un fragmento de esta accidentalmente dentro de la estatua de Oyashito-sama tira la espada al lago de Onigafuchi. Se revela que tanto Mion como Shion estuvieron al teléfono con Keiichi, lo que resulta en una pelea entre ambas debido al miedo de Shion por la maldición de Oyashiro-sama, Mion muere accidentalmente al caerse y golpearse la cabeza en una mesa lo que enloquece a Shion quien decide volverse "Mion" para asegurarse de proteger a Keiichi de la maldición y evitar que algo le suceda "a su amado", llevándola a matar a Oryou, Kiichirou y Rika del mismo modo que Mion hizo en el anime. Satoko es asesinada por Shion durante el enfrentamiento de ambas en la residencia Sonozaki al darse cuenta de que "ella no era Satoko", y Shion termina por suicidarse al darse cuenta de todo lo que había hecho. Satoko despierta asustada en el Mar de Fragmento pero al ver que Rika había muerto primero que ella comienza a reír al lado de Eua, quien le dice que sus bucles han comenzado a cambiar las cosas y esto no puede ser deshecho.
La revelación de la maldición asesina (祟明し編 Tatariakashi-hen?)
Tras haber preparado el almuerzo para Keiichi esta Satoko se encuentra con su tío Teppei y se da cuenta de que su llegada es perfecta para ese fragmento, ambos platican en la residencia Houjou donde Teppei le pide disculpas a Satoko por sus acciones y esta accede a perdonarlo a cambio de que vivan juntos para "comenzar nuevamente". Satoko originalmente planeaba recibir nuevamente el abuso de su tío pero piensa que esta es una mejor oportunidad porque ahora puede engañar y manipular a todos, fingiendo recibir abusos del pueblo frente a su tío y viceversa, usando una piedra con la que golpea su cuerpo para hacerlo pasar por moretones. Satoko le asegura a Shion que esta recibiendo abuso, lo que sirve como cataclismo para que Keiichi trate de "salvarla". Después de haberse provocado el vómito en la escuela, Satoko encuentra a Teppei hablando con Ooishi y le asegura que él la está cuidando del acoso del pueblo, pues Satoko ha decidido que quiere usar también a Ooishi en este fragmento.
Teppei invita a beber a Ooishi, y cuando ambos se duermen por beber tanto Satoko inyecta a Ooishi con el H-173, cuando este despierta Satoko le dice que cree que será la víctima de la maldición de Oyashiro-sama de ese año, asegurando que "Rika es la responsable detrás de todas las muertes anteriores". Al día siguiente Satoko mata a Teppei mientras este limpia la bañera de la residencia Houjou sin haber dudado ni un instante, ocultando su cuerpo y mintiendo posteriormente a Ooishi de que Teppei realmente la golpeaba y huyó al oír que servicios infantiles les harían una visita, pero posteriormente le muestra a Ooishi un papel de rollo que escribió con los nombres de las víctimas pasadas del Watanagashi más los nombres de Teppei y el suyo, asegurando que lo encontró en el templo Furude cuando fue a ver a Rika, convenciendo de este modo a Ooishi de que es Rika la mente maestra detrás de los asesinatos. La escena del ataque a Keiichi no sucede, pues Satoko se baña al lado del cuerpo de Teppei se viste dejando su ropa ensangrentada al lado del cadáver destripado de su tío, llama a Ooishi por ayuda y sale de su hogar con Keiichi antes de que Oiishi llegue al lugar para encontrar el bate de Satoshi en la escena de la bañera. Durante la danza de Rika, Ooishi llega al lugar, dándole un disparo a mitad de su danza, para posteriormente matar a Mion y Shion mientras Keiichi y Rena tratan de auxiliar a Rika sin éxito, pues varios de los aldeanos han enloquecido del mismo modo que Ooishi, quienes terminan dejando inconsciente a Keiichi. Satoko procede a matar a Ooishi por la espalda de un disparo y a rematar a Rika en la cabeza con otro disparo mientras comenta que así se aseguraría de que estuviera muerta y así se quita la vida, haciendo todo esto frente a Rena quien le suplicó a Satoko que se detuviera sin éxito.
La revelación del gato (猫明し編  Nekoakashi-hen?)
Primer arco exclusivo de Higurashi Meguri. Adapta la primera parte de Kagurashi-hen con unas pequeñas diferencias.
Se revela que Satoko no usó todo el H-173 en Ooishi sino una pequeña muestra, la cual fue inyectando en pequeñas dosis a varios de los ciudadanos antes y durante el festival cuando estos le hacían compañía y se terminaban durmiendo a su lado, admitiendo a Eua que era un pequeño experimento para ver si podía inducir el estado L5 del Síndrome de Hinamizawa a varias personas solo con pequeñas dosis del H-173, lo que confirmó como algo cierto. Eua asegura que los pocos momentos de vida que le quedaron a Rika para ver a Ooishi con el Síndrome debió sorprenderla porque en ninguno de los mundos a los que había ido Ooishi contraía el Síndrome mientras Satoko dice que se le ocurrió usar a un Ooishi infectado para hacer que otros infectados causarán caos y le garantizarán matar a Rika con la pistola que había ocultado bajo el escenario de danza, algo que tramó desde que vio a Ooishi platicar con su tío. Eua dice que el cambio de personalidad de Teppei se debe a que este recordó otros fragmentos pero Satoko asegura que le parece natural porque anteriormente Keiichi, Rena y Shion habían recordado los actos que hicieron en otros mundos, pero Eua le explica que entre más viaje los recuerdos de mundos pasados se harán más vividos para las personas alrededor de ella, pero Satoko con una risa dice que no le importa si eso cambia a las personas.
En eso procede a revelarse como Satoko causó varios de los mundos que Rika tuvo que vivir (ahora con sus memorias completas): En el mundo donde Sonozaki Akane tiene el Síndrome se muestra que Satoko fue a hablar con Akane y Kasai, dejándolos dormidos con medicamentos para dormir puestos en sus tés e inyectando a Akane con el H-173, de modo que esta terminaría acabando con toda su familia, además de Kasai, Kiichiro y Rika, terminando con la muerte de Akane a manos de Satoko y esta saltando a otro mundo. En el mundo donde Kimiyoshi Kiichirou es inyectado se muestra que mientras Rika le pedía ayuda a Kiichirou en los bosques para dejar atrás el problema con la guerra de la represa Satoko noqueo a los dos con el bate de Satoshi para posteriormente inyectar a Kiichirou con el H-173, quien bajo estos efectos al despertar amarra y ahoga a Rika en el lago Onigafuchi como en el anime. Posteriormente se muestra como Satoko inyecto a distintas personas en distintos fragmentos: Maebara Akiko (la madre de Keiichi), Kasai, Sonozaki Oryou, Rena, Mion (haciéndose pasar por Shion), Keiichi y posteriormente Akasaka, mostrando en los últimos dos casos lo visto en el anime.
Posteriormente se revela que Satoko realmente se inyecto así misma con el H-173 en el fragmento donde destripa a Rika, aunque parece que en realidad el mismo no la enloqueció y ella estaba plenamente consciente de sus actos. En el siguiente fragmento todo se desarrolla como en el anime hasta el cumpleaños de Satoko, al cual Shion también asiste a diferencia del anime. Después de haber sido descubierta por Rika esta procede a matarla, pero en esta ocasión Satoko procede a matar también a Keiichi, Shion, Mion y Rena cuando estos tratan de pararla, diciendo que solo hace todo eso para que puedan todo el club pueda seguir viviendo días felices juntos por siempre, para posteriormente acabar con su vida. En el siguiente mundo al que llega, Satoko no esta consiente de que ahora Rika recuerda lo sucedido en el anterior fragmento mientras comienza a tramar su plan para ese fragmento, sin saber que Rika también planea algo para enfrentarla.
La Luz Habitante (猫明し編  Akarigurashi-hen?)
Segundo arco exclusivo de Higurashi Meguri. Adapta la parte final de Kagurashi-hen, mostrando una narrativa completamente diferente y una mayor participación del resto del Club.
Al día siguiente de empezar el bucle, Rika finge estar enferma y falta a la escuela para poder investigar como Satoko consiguió un arma y porque es la responsable de todo lo sucedido, encontrando en su lugar el envase de la H-173 vació en donde Satoko guardaba su medicina. Rika va a la clínica Irie a preguntar a Irie y Tomitake por esto, siendo escuchada por Takano quien le revela ser la responsable de la muerte de sus padres y de planear asesinarla para comprobar la existencia del Síndrome de Hinamizawa, pero se arrepintió debido a las pesadillas que tuvo de su derrota ante el Club y su suicidio o muerte (recuerdos de los bucles de Satoko). Takano revela que también una de las muestras del H-173 fue robada. Takano pide disculpas a Rika y esta accede, sorprendida de ver como los bucles de Satoko cambiaron a Takano.
Takano, Tomitake e Irie se van de Hinamizawa para protegerse de Tokio, siendo que ese día los miembros de los Perros de las Montañas son detenidos por el gobierno, como se vio en el anime. Por su parte Rika tiene un pícnic con los miembros del Club, pero a pesar de que todos se divierten Keiichi nota que Rika está triste, por lo que la aparta un momento y le pregunta que sucede con ella. Rika piensa en contarle a Keiichi sobre lo de que Satoko planea asesinarla, pero no cree que Keiichi cree en ella y esta le dice que no sucede nada. Al día siguiente, Shion aparece muy emocionada e invita a Satoko al parque de diversiones mientras esta comienza a planear su siguiente movimiento para causar una tragedia y asesinar a Rika, por lo que Satoko decide que repetirá nuevamente la tragedia causada por Keiichi al inyectarle el H-173. Rika posteriormente se dirige al Santuario Furude a buscar la Onigari no Ryuu, pero solo encuentra un fragmento de esta y deduce que Satoko debió tomarla el día anterior, junto a la H-173, y la escondió en algún lado.
Al día siguiente Keiichi informa que sus padres se irán de viaje por unos días, por lo que Rena se ofrece a prepararle la comida pero Satoko insiste en que ella quiere hacerlo y Keiichi accede. Esa noche Satoko duerme a Keiichi con unos sedantes que puso en su comida y la mañana siguiente comienza a actuar como en Onikakushi-hen, alejando a todos y actuando con paranoia. En la noche del Watanagashi, Mion y Shion desaparecen y al una semana después Keiichi hace lo mismo, por lo que Satoko sospecha que Keiichi asesino a las gemelas Sonozaki y luego se quitó la vida, pero le sorprende porque creía que Keiichi iría detrás de Rena primero.
Finalmente Satoko trata de asesinar a Rika cuando ambas se quedan en la escuela solas y Satoko le menciona a Hanyuu y como la extraña "en sus juegos", pero antes de que Satoko pueda dispararle a Rika, esta es salvada del disparo por Rena quien es herida por la bala en su brazo, y ambas huyen. Satoko se sorprende al ver esto y trata de asesinar a Rika mientras la persigue por la escuela, solo para caer en varias trampas puestas por toda la escuela.
Rika revela tener también un arma, y ambas chicas comienzan a intercambiar disparos mientras Rika pregunta a Satoko porque esta haciendo eso. Satoko le revela sobre su sueño de Santa Lucía y le reclama por todo lo que tuvo que sufrir a forzarse a seguir el sueño de Rika para estar a su lado y como obtuvo el mismo poder que ella, pero no importa cuanto lo intentará ella jamás encajó ahí. Rika le reclama diciendo que de Satoko tal vez fue quien la alejó, y le dijo que de ser así renunciaría a su sueño para estar con Satoko o incluso buscarían un nuevo sueño para Satoko, pero ella le revela que nada de eso importaría porque el futuro siempre sería malo para ella, los demás se irían del pueblo y ella terminaría sufriendo soledad o muriendo sola, sin sus amigos, Satoshi ni siquiera Rika a su lado. Satoko le revela a Rika que ella estuvo atrapada por más de cien años, miles en realidad, en su propio bucle tratando de ser feliz en el futuro, pero jamás lo consiguió por lo que simplemente dejó de contar antes de arrastrar con ella a Rika nuevamente a un nuevo bucle para las dos.
Satoko le dice a Rika que se dio cuenta de que solo era feliz en el pasado, al ver todos los fragmentos de Rika, y que a pesar de las tragedias que vivían, Satoko comprendió que eran necesarios para tener los mejores momentos de su vida, razón por la cual ella inicio "un nuevo juego" para asegurarse de conseguir eso, pues a pesar de las tragedias, todos podrían seguir viviendo en 1983 por la eternidad. Rika le reclama a Satoko por solo pensar en ella, pero Satoko asegura que solo quiere seguir divirtiéndose con ella, Keiichi, Rena, Mion, Shion e incluso Hanyuu y Eua, (revelando que fue ella quien le dio este poder a Rika), por toda la eternidad.
Posteriormente, en un flashback, se revela que todo lo sucedido con Keiichi fue un plan para engañar a Satoko. Cuando Rika le dijo a Keiichi que este no creería por lo que pasó este de repente recuerda varios de los fragmentos de los otros mundos y le cuenta a Rika sobre como en algunos de ellos el enloquece o se queda solo, pero la que siempre termina muriendo es Rika, el no sabe que son pero esta seguro que debe estar relacionado con lo que le sucede a Rika, pues todo siempre inicia cuando no confían entre ellos. Rika entonces le revela todo a Keiichi, el bucle de sufrimiento en el que esta atrapada, sobre el Síndrome de Hinamizawa y la H-173, como Takano era la responsable al principio, pero tras haberla derrotado ahora era Satoko quien buscaba asesinarla, aunque desconocía el porque, pero promete proteger a Rika a toda costa.
Keiichi le cree en todo, aunque no puede creer que Satoko sea capaz de eso, decide que quiere creerle a Rika, pero menciona que deben descubrir el porque Satoko actúa de esa manera y hacerla entrar en razón. Keiichi fue quien contactó a Shion y le pidió que llevará a Satoko al parque de diversiones mientras el y el resto del Club planeaban una fiesta sorpresa para el cumpleaños de Satoko. Keiichi dijo la misma mentira para encontrarse en secreto con Rena y Mion, y al platicarles todo ellas le creen, pues también han tenido sueños que parecen ser recuerdos de otros mundos, pero también dudan de que Satoko pudiera hacerle daño a Rika. Keiichi les propone vigilar a Satoko para comprobar lo dicho por Rika. Mion y Rena estaban escondidas en la casa de Keiichi y fueron testigos de la inyección del H-173, por lo que todos pudieron comprobar que lo dicho por Rika era cierto.
Keiichi aseguro al resto no sentir nada, debido a que Rika le comentó que mientras estuviera calmado y no fuera inducido a estrés, no desarrollaría el Síndrome de Hinamizawa como Takano le reveló. Posteriormente Mion, Shion y Keiichi se escondieron para hacerse pasar por desaparecidos y engañar a Satoko, mientras Rena cuidaría de Rika, quien se encargó de poner todas las trampas en la escuela.
De vuelta en el presente, Satoko logra acorralar a Rika en un salón de la planta superior. A Rika se le han acabado las balas, pero Satoko aún tiene una bala. Satoko dice que "las reglas del juego" que Eua le dio era que para seguir viviendo en los bucles, una tragedia debía suceder en la que Rika muriera primero que Satoko, para que así ambas continuarán en ese bucle eterno, pero antes de que Satoko pueda dispararle a Rika, Keiichi aparece y desvía el disparo moviendo la mano de Satoko. Keiichi había entrado por la ventana del salón con una escalera, pero entonces Satoko revela que ella tenía oculta la Onigari no Ryuu en uno de los casilleros del mismo salón de clases.
Satoko toma la espada, para así acabar con su vida, sin embargo Satoko es incapaz de herirse físicamente con la espada sin importar cuanto lo intenté y el resto del Club la somete mientras le revelan que Rika cambió la espada con una falsa. Rika entonces revela a Satoko que desde que la descubrió se la pasó estudiándola por 127 fragmentos para descubrir todo lo que ocultaba, aunque eso resultará en su muerte.

## Definiciones
Villa de Hinamizawa (雛見沢村 Hinamizawa-mura?)

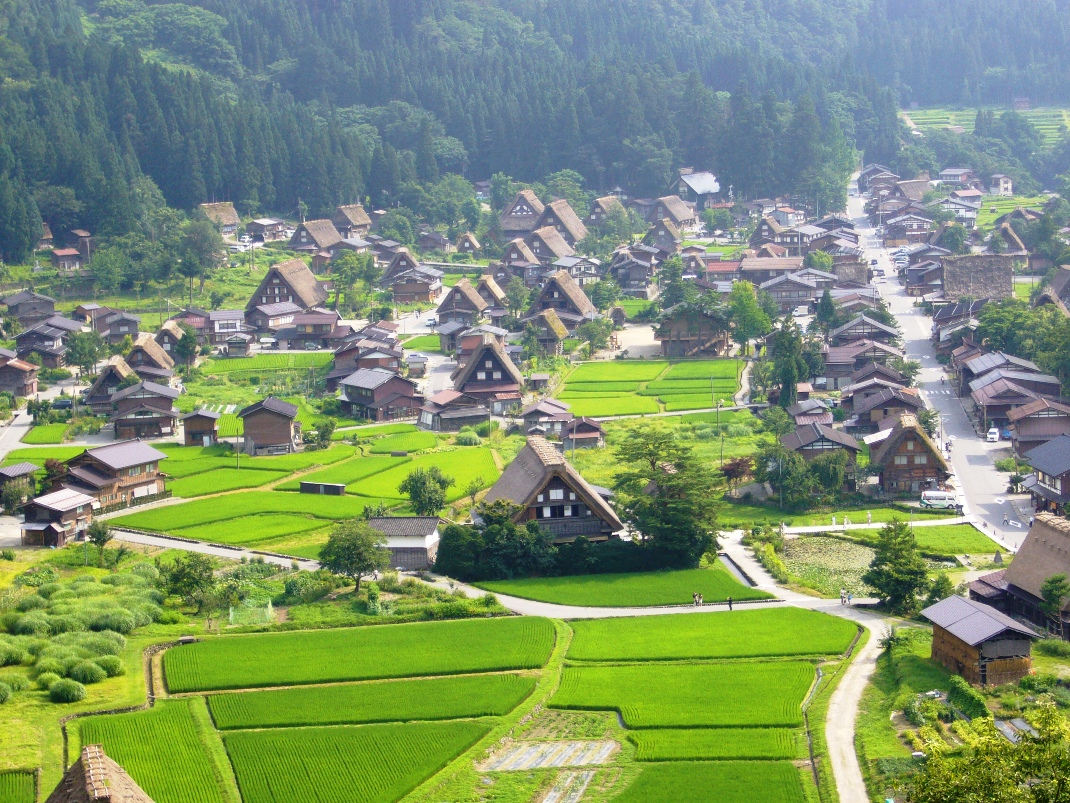
La villa de Shirakawa, ciudad en la que está basada Hinamizawa, y ocurren los hechos de Higurashi no naku koro ni.

Una pequeña villa ubicada en Gifu, con aproximadamente 2000 habitantes y una sola escuela, donde estudian los hijos de los pueblerinos. Es una zona agrícola y montañosa, en cuyo bosque se encuentran el pantano de Onigafuchi, antiguo nombre que recibía la aldea. Sus actuales líderes son Sonozaki Oryō, Kimiyoshi Kiichirō y Furude Rika, las cabezas de los tres clanes más influyentes de Hinamizawa. La villa se dividió años antes por un conflicto sobre la construcción de una presa, que fue el desencadenante de la temida "maldición de Oyashiro-sama" y que cuesta la vida de dos personas cada año. Lo que pocos saben es que el pasado de Hinamizawa está repleto de horribles y sangrientas historias que muchos se esfuerzan por ocultar. Cerca de Hinamizawa se encuentra Okinomiya, una ciudad mucho más moderna.
Watanagashi (綿流し?)
Festival que se celebra en Hinamizawa en el mes de junio, como muestra de agradecimiento a Oyashiro-sama, el dios de la villa. La ceremonia ritual consiste en coger un trozo de algodón que el clan Furude prepara y luego llevarlo al río para que se lo lleve, haciendo una oración, y así liberar a las malas energías del cuerpo. Este festival ha sido vinculado con una serie de asesinatos y desapariciones que suceden desde el incidente de la presa. Para el pueblo, es una maldición, mientras que Keiichi y Oishi, piensan que es una persona que se aprovecha de la festividad para organizar estos hechos.

## Contenido de la obra

### Novela visual
Higurashi es un juego de misterio descrito como una "novela sonora" realizado por 07th Expansion. Una novela sonora deriva de una novela visual, ya que se asemeja a su jugabilidad e interacción con cada personaje, aunque en este caso se mejora también la banda sonora dándole una atmósfera diferente al juego.
La primera saga del juego está compuesta por cuatro de preguntas, mientras que las de respuestas están dentro de Higurashi no naku koro ni kai:
- El rapto del demonio (鬼隠し編 Onikakushi-hen?) estrenado el 10 de agosto de 2002;
- Fluyendo el algodón (綿流し編 Watanagashi-hen?) estrenado el 29 de diciembre de 2002;
- La maldición asesina (祟殺し編 Tatarigoroshi-hen?) estrenado el 15 de agosto de 2003;
- El tiempo desperdiciado (暇潰し編 Himatsubushi-hen?) estrenado el 13 de agosto de 2004;
- Revelaciones (目明し編 Meakashi-hen?) estrenado el 30 de diciembre de 2004;
- Expiación (罪滅し編 Tsumihoroboshi-hen?) estrenado el 14 de agosto de 2005;
- La masacre (皆殺し編 Minagoroshi-hen?) estrenado el 30 de diciembre de 2005; y
- Acompañamiento del festival (祭囃し編 Matsuribayashi-hen?) estrenado el 13 de agosto de 2006.

Tres capítulos extras son incluidos en Higurashi no Naku Koro ni Rei (ひぐらしのなく頃に礼 Cuando las cigarras canten, agradecimientos?). Se estrenó el 31 de diciembre de 2006.
- Matando a un asesino (賽殺し編 Saikoroshi-hen?)
- Castigo-pasión (罰恋し編 Batsukoishi-hen?)
- Amanecer (昼壊し編 Hirukowashi-hen?)

### Anime
La serie estuvo a cargo de Chiaki Kon y fue realizada por Studio DEEN, la primera temporada incluye las cuatro sagas de preguntas del juego y dos de respuestas. Fue estrenada en Japón el 4 de abril de 2006 con un total de 26 episodios finalizando el 26 de septiembre. La mayoría de seiyūs formaban parte también del reparto para el CD Drama. Al lanzarse las versiones DVD de la serie, fue licenciada para su distribución en Francia y Estados Unidos. Sin embargo, Geneon anunció que descontinuaría todos sus proyectos de anime activos, incluyendo Higurashi, dejando solamente tres de los seis DVD que se lanzarían. En Japón, se agregó a los DVD un especial titulado Higurashi no Naku Koro ni Gaiden Nekogoroshi-hen, basada en una corta historia incluida en el manga. Es una saga única y que enlaza la primera con la segunda temporada, haciendo que su visionado -aunque no obligatorio para el entendimiento de la historia- sea más que recomendable porque nos aporta algo más de información a los hechos acontecidos en la ficticia Hinamizawa, pudiendo descubrir más cosas del grupo principal, especialmente de Rena y Rika.
Continuando con la saga de respuestas, se realizó una segunda temporada, titulada Higurashi no Naku Koro ni Kai, y transmitida entre el 6 de julio y el 17 de diciembre de 2007, y consta de 24 episodios. La segunda temporada mostró un diseño diferente que en la primera. Se anunció a su vez una tercera temporada de la serie para 2009.
El 6 de enero de 2020 07th Expansion y Kadokawa anunciaron un nuevo proyecto de anime por el estudio Passione, pero debido a la pandemia por el coronavirus COVID-19 fue aplazado su estreno para octubre del mismo año. Funimation obtuvo la licencia de la serie fuera de Asia. Tras la adquisición de Crunchyroll por parte de Sony, la serie se trasladó a Crunchyroll obteniendo la licencia de la serie fuera de Asia.
El 1 de octubre de 2021, Funimation anunció que la serie recibió un doblaje en español latino, que se estrenó el 21 de octubre (GOU). Tras la adquisición de Crunchyroll por parte de Sony, el doblaje se trasladó a Crunchyroll.
Las dos temporadas abarcan las siguientes sagas, por orden de transmisión:
Higurashi No Naku Koro Ni
- El rapto del demonio (鬼隠し編 Onikakushi-hen?), del episodio 1 al 4;[13]
- El Fluir del algodón (綿流し編 Watanagashi-hen?), del episodio 5 al 8;[14]
- La maldición asesina (祟殺し編 Tatarigoroshi-hen?), del episodio 9 al 13;[15]
- El tiempo desperdiciado (暇潰し編 Himatsubushi-hen?), del episodio 14 al 15;[16]
- Ojos Abiertos (目明し編 Meakashi-hen?), del episodio 16 al 21;[17]
- Expiación (罪滅し編 Tsumihoroboshi-hen?), del episodio 22 al 26;[18] y
- Cuando las cigarras canten, especial: Matando gatos (ひぐらしのなく頃に外伝 猫殺し編 Higurashi no Naku Koro ni Gaiden Nekogoroshi-hen?), OVA incluida en los DVD.

Higurashi No Naku Koro Ni Kai
- Reunión (再会 Saikai?), episodio 1;
- Despertar del desastre (厄醒し編 Yakusamashi-hen?), del episodio 2 al 5;
- La masacre (皆殺し編 Minagoroshi-hen?) del episodio 6 al 13; y
- Acompañamiento del festival (祭囃し編 Matsuribayashi-hen?) del episodio 14 al 24.

"Higurashi No Naku Koro Ni Rei"
Es la primera saga de OVA de Higurashi No Naku Koro Ni. En estos OVA se nos muestran pequeñas historias aisladas en las cuales se plantean algunos de los temas que no se plantearon en el anime.
Higurashi No Naku Koro Ni Rei fue lanzado en un conjunto de 5 OVA hasta agosto de 2009. Estas OVA recopilan una serie de extras que fueron lanzados en Japón después de que la Sound Novel Higurashi No Naku Koro Ni Kai concluyera, únicamente para cerrar el círculo Higurashi y como regalo adicional.
OVA 01: Hajisarashi-hen.
Publicación: 25 de febrero de 2009.
Este primer capítulo, llamado "Capítulo de la timidez expuesta," es la adaptación de una novela bonus incluida en la edición limitada del juego de PS2: Higurashi no Naku koro ni Matsuri.
OVA 02: Saikoroshi-hen. 1.ª Parte.
Publicación: 25 de marzo de 2009.
Primer capítulo del arco contenido en el juego bonus "Higurashi no naku koro ni Rei" para PC.
OVA 03: Saikoroshi-hen. 2.ª Parte.
Publicación: mayo de 2009.
OVA 04: Saikoroshi-hen. 3.ª Parte.
Publicación: junio de 2009.
OVA 05: Hirukowashi-hen.
Publicación: agosto de 2009.
Higurashi fue una de las tantas series de anime que sufrió una censura durante su transmisión semanal en Japón. En el caso de esta, el episodio 12 de la segunda temporada fue suspendida, que originalmente iba a ser transmitida el 20 de septiembre, luego de un incidente en la sociedad japonesa donde una joven asesinó a su padre con un hacha, siendo postergada hasta el 24 de septiembre de ese mismo año.
"Higurashi No Naku Koro Ni Kira"
Fue una serie de OVA que se hicieron para conmemorar el 10.º aniversario de la saga Higurashi. Con un total de 4 OVA y la primera entrega se editó el 21 de julio de 2011.
"Higurashi No Naku Koro Ni Kaku: Outbreak"
El Twitter de la web oficial del anime de Higurashi no Naku Koro ni anunció los dos el OVA para el 20 de junio de 2013. La noticia fue confirmada en un evento llamado Higurashi 10th Anniversary Fan Meeting.
El nuevo título es una obra corta escrita por el autor Ryukishi07 llamada Higurashi Outbreak y que fue utilizada en el juego de PC Higurashi Hou. El equipo de producción fue encabezado por Toshifumi Kawase en la dirección quien fue supervisor de guiones en los anteriores proyectos de Higurashi y director en “Higurashi no Naku Koroni Rei”. El cast fue conformado por Souichiro Hoshi, Nakahara Mai y Yukino Satsuki quienes volvieron a formar parte del elenco de voces con sus respectivos roles.
La historia se desarrolla de nuevo en Hinamizawa, el mismo pueblo de las otras historia. El pueblo ha sido completamente cerrado debido a un misterioso virus esparcido en 1983, Maebara Keiichi y Ryugu Rena tendrán que lidiar con el brote.
En 2020 se lanza una nueva temporada que continúa con la historia como se vio al final de Higurashi no Naku Koro Ni Kai. Similar a la primera temporada, Gou es una temporada con arcos de dudas, teniendo 5, además de 1 arco de respuesta.
Higurashi No Naku Koro Ni Gou
- El engaño del demonio (鬼騙し編 Onidamashi-hen?), del episodio 1 al 4
- El engaño del algodón (綿騙し編 Watadamashi-hen?), del episodio 5 al 8
- El engaño de la maldición asesina (祟騙し編 Tataridamashi-hen?), del episodio 9 al 13
- El engaño del gato (猫騙し編 Nekodamashi-hen?), del episodio 14 al 17
- La Destrucción de la Villa (郷壊し編 Satokowashi-hen?), del episodio 18 al 24

En 2021 se continua la trama de la anterior temporada con una nueva temporada. Similar a Kai, esta temporada consiste en arcos de respuestas.
Higurashi No Naku Koro Ni Sotsu
- La revelación del demonio (鬼明し編 Oniakashi-hen?), del episodio 1 al 3
- La revelación del algodón (綿明し編 Wataakashi-hen?), del episodio 4 al 6
- La revelación de la maldición asesina (祟明し編 Tatariakashi-hen?), del episodio 7 al 11
- Entretenimiento de los Dioses (神楽し編 Kagurashi-hen?), del episodio 12 al 15

### Manga
Hay seis títulos principales de la serie de Higurashi adaptada al manga. Son las cuatro sagas de preguntas, y los dos primeros de respuestas. Cada saga de pregunta está compilado en dos tankobon, mientras que los de respuesta son de tres tankobon como mínimo y aún siguen en edición. Se realizaron a su vez tres sagas adicionales, exclusivos para manga (véase sagas extras).
Los sagas de preguntas, dos de respuesta y Yoigoshi-hen, fueron publicados por la editora Square Enix en diferentes revistas:
- Onikakushi-hen y Tsumihoroboshi-hen en la revista Gangan Powered y estuvo a cargo de Karin Suzuragi;
- Watanagashi-hen, a cargo de Yutori Hōjō en Gangan Wing;
- Tatarigoroshi-hen, de Jirō Suzuki en Gangan Fantasy;
- Himatsubushi-hen (de Yoshiki Tonogai), Yoigoshi-hen (de Mimori) y Meakashi-hen (de Yutori Hōjō), Shōnen Gangan.

Dos extras del manga (Onisarashi-hen y Utsutsukowashi-hen), fueron publicados en la revista Comp Ace de la editora Kadokawa Shoten a cargo de En Kitō.
En 2011 se lanzó un manga que adaptaba la saga extra de Saikoroshi-hen mostrada en Higurashi no Naku Koro Ni Rei. Fue publicado en la revista Yen Press y fue ilustrado por Karin Suzuragi.
Con el lanzamiento de la nueva temporada del anime en 2020, Higurashi no Naku Koro Ni Gou, en noviembre del mismo año se inició la publicación de mangas que muestran los arcos de Gou.
La adaptación de la saga de respuestas de Gou pasa a llamarse Higurashi No Naku Koro Ni Meguri en lugar de Higurashi No Naku Koro Ni Sotsu, contestando respuestas inconclusas de Sotsu.
En la duodécima edición de este año de la revista Monthly Big Gangan de la editorial Square Enix, debutó el primer capítulo del nuevo manga spin-off escrito e ilustrado por Seigo Tokiya, y supervisado por Ryukishi07, Higurashi no Naku Koro ni Rei: Hoshi Watashi-hen. Este nuevo manga tienen la particularidad de que está protagonizado por los hijos de los protagonistas de la obra original, tal como su sinopsis describe:

El escenario de “Higurashi no Naku Koro ni Rei: Hoshi Watashi-hen” es el pueblo de Hinamizawa en el primer año de la Era Reiwa (2019). Keitaro, hijo de Keiichi Maehara, se traslada de Tokio a Hinamizawa y disfruta de su nueva vida con Kihiro, hijo de Rena Ryuuguu, Sakiko, hija de Satoko Houjou, y Tamaki, hija de Mion Sonozaki. Un día, Keitaro conoce a una misteriosa chica llamada Inori en la escuela y se pregunta por su misterioso comportamiento. Y entonces una misteriosa chica que se hace llamar Kururu también entra en contacto con Keitaro…

| Volumen              | ISBN               | Fecha de publicación     |
| -------------------- | ------------------ | ------------------------ |
| Onikakushi-hen 1     | ISBN 4-7575-1590-1 | 22 de enero de 2006      |
| Onikakushi-hen 2     | ISBN 4-7575-1704-1 | 22 de julio de 2006      |
| Watanagashi-hen 1    | ISBN 4-7575-1591-X | 22 de enero de 2006      |
| Watanagashi-hen 2    | ISBN 4-7575-1710-6 | 22 de julio de 2006      |
| Tatarigoroshi-hen 1  | ISBN 4-7575-1592-8 | 22 de enero de 2006      |
| Tatarigoroshi-hen 2  | ISBN 4-7575-1712-2 | 22 de julio de 2006      |
| Himatsubushi-hen 1   | ISBN 4-7575-1741-6 | 22 de septiembre de 2006 |
| Himatsubushi-hen 2   | ISBN 4-7575-1825-0 | 22 de enero de 2007      |
| Tsumihoroboshi-hen 1 | ISBN 4-7575-1826-9 | 22 de enero de 2007      |
| Tsumihoroboshi-hen 2 | ISBN 4-7575-2027-1 | 22 de junio de 2007      |
| Tsumihoroboshi-hen 3 | ISBN 4-7575-2178-2 | 22 de enero de 2008      |
| Meakashi-hen 1       | ISBN 4-7575-1928-1 | 27 de enero de 2007      |
| Meakashi-hen 2       | ISBN 4-7575-2059-X | 27 de julio de 2007      |
| Meakashi-hen 3       | ISBN 4-7575-2189-8 | 22 de diciembre de 2007  |
| Onisarashi-hen 1     | ISBN 4-04-713815-0 | 10 de abril de 2006      |
| Onisarashi-hen 2     | ISBN 4-04-713862-2 | 26 de septiembre de 2006 |
| Yoigoshi-hen 1       | ISBN 4-7575-1931-1 | 26 de diciembre de 2007  |
| Yoigoshi-hen 2       | ISBN 4-7575-2094-8 | 26 de diciembre de 2007  |
| Utsutsukowashi-hen   | ISBN 4-04-713996-3 | 26 de diciembre de 2007  |
| Saikoroshi-hen       | ISBN 4-0613-8934-3 | 22 de diciembre de 2011  |
| Onidamashi-hen       |                    | 4 de noviembre de 2020   |
| Watadamashi-hen      |                    | 4 de febrero de 2021     |
| Tataridamashi-hen    |                    | 2 de julio de 2021       |
| Nekodamashi-hen      |                    | 2 de noviembre de 2021   |
| Satokowashi-hen      |                    | 4 de abril de 2022       |
| Oniakashi-hen        |                    | 4 de octubre de 2022     |
| Wataakashi-hen       |                    | 3 de marzo de 2023       |
| Nekoakashi-hen       |                    | 4 de septiembre de 2023  |
| Akarigurashi-hen 1   |                    | 4 de septiembre de 2023  |
| Akarigurashi-hen 2   |                    |                          |

### Novelas
Se publicaron tres novelas ligeras como extra de los manga:
Matando gatos (ひぐらしのなく頃に外伝 猫殺し編 Higurashi no Naku Koro ni Gaiden Nekogoroshi-hen?)
Nekogoroshi-hen fue escrita por Ryukishi07 en colaboración en el diseño de Karin Suzuki, Yutori Hōjō, y Jirō Suzuki. Fue enviada junto con Onikakushi-hen Vol. 1, Watanagashi-hen Vol. 1, y Tatarigoroshi-hen Vol. 1, juntando unas estampillas que se incluían en cada tankobon. La historia se divide en dos partes. La primera parte muestra las diferentes actividades del club, con los usuales miembros jugando póker con embarazosos castigos. En la segunda, los miembros deciden ir a la abandonada presa de Yagouchi a las afueras de la villa. Mion cuenta la historia de como uno de los niños, llamado "Amigo A", se perdió allí mientras jugaban al escondite. Amigo A fue encontrado por su padre, pero fueron encontrados muertos en su coche mientras regresaban a su casa al salir del acantilado. Se rumoreaba que cayeron víctimas de los gases venenosos que se escaparon del "agujero", que supuestamente conduce al infierno.
Evacuación del almacén (ひぐらしのなく頃に 蔵出し編 Higurashi no Naku Koro ni Kuradashi-hen?)
Kuraashi-hen fue escrita por Ryukishi07 en colaboración en el diseño de Tonogai Yoshiki, Karin Suzuki, Yutori Hōjō, y Mimori. Fue enviada junto con Himatsubushi-hen Vol. 2, Tsumihoroboshi-hen Vol. 1, Meakashi-hen Vol. 1, y Yoigoshi-hen Vol. 1, de manera similar que la primera novela. Es una compilación de ideas e historias que no se pudieron colocar en la serie de videojuegos.
Expresando timidez (ひぐらしのなく頃に祭 羞晒し編 Higurashi no Naku Koro ni Matsuri Hajisarashi-hen?)
Hajisarashi-hen fue escrita por Ryukishi07 en colaboración en el diseño de rato. Esta novela fue incluida en la edición limitada del juego para PlayStation 2 Higurashi no Naku Koro ni Matsuri.
Novelas de Kodansha
En julio de 2007, Kōdansha anunció la publicación de novelas basadas en los juegos originales de la saga. Las primeras cuatro sagas fueron adaptados en siete novelas, cada uno realizado por el mismo Ryukishi07.
- Cuando las cigarras canten. Parte 1: Rapto del demonio (ひぐらしのなく頃に　第1話～鬼隠し編～（上） Higurashi no Naku Koro ni Dai 1 Wa: Onikakushi-hen Jō?), agosto de 2007, ISBN 978-4-06-283637-1;
- Cuando las cigarras canten. Parte 1: Rapto del demonio (ひぐらしのなく頃に　第1話～鬼隠し編～（下） Higurashi no Naku Koro ni Dai 1 Wa: Onikakushi-hen Ge?), septiembre de 2007, ISBN 978-4-06-283641-8;
- Cuando las cigarras canten. Parte 2: Fluyendo el algodón (ひぐらしのなく頃に　第2話～綿流し編～（上） Higurashi no Naku Koro ni Dai 2 Wa: Watanagashi-hen Jō?), octubre de 2007, ISBN 978-4-06-283646-3;
- Cuando las cigarras canten. Parte 2: Fluyendo el algodón (ひぐらしのなく頃に　第2話～綿流し編～（下） Higurashi no Naku Koro ni Dai 2 Wa: Watanagashi-hen Ge?), noviembre de 2007, ISBN 978-4-06-283649-4;
- Cuando las cigarras canten. Parte 3: La maldición asesina (ひぐらしのなく頃に 第3話～祟殺し編~(上)  Higurashi no Naku Koro ni Dai 3 Wa: Tatarigoroshi-hen Jō?), diciembre de 2007, ISBN 978-4-06-283653-1; y
- Cuando las cigarras canten. Parte 3: La maldición asesina (ひぐらしのなく頃に 第3話～祟殺し編~(下)  Higurashi no Naku Koro ni Dai 3 Wa: Tatarigoroshi-hen Ge?), enero de 2008, ISBN 978-4-06-283649-4

### Películas en imagen real
Esta adaptación estuvo dirigida por Ataru Oikawa, y se estrenó el 10 de mayo de 2008 en Japón. La película tomó la saga de pregunta Onikakushi-hen. Gōki Maeda interpreta a Keiichi, Airi Matsuyama a Rena, Rin Asuka a Mion, Aika a Rika, y Erena Ono interpreta a Satoko. Las escenas se filmaron en la ciudad de Shirakawa, donde se basó Ryukishi07 para Hinamizawa.

### Banda sonora

#### Novela visual
A diferencia de las novelas visuales realizadas por compañías, 07th Expansion no creó la música de los juegos. La música de las sagas de preguntas son canciones libres encontradas en Internet, mientras que la música de las sagas de respuestas fueron recibidas por parte de fanes que habían realizado un dōjin.
Del juego [higurashi no naku koro ni matsuri] (bosque de los lamentos) la canción del inicio es Nageki no mori, de la intérprete Ayane.

#### Anime
El opening de la primera temporada fue "Higurashi no naku koro ni" (Cuando las cigarras canten) y es interpretado por Eiko Shimamiya; estrenado el 24 de mayo de 2006. El ending, "Why, or Why Not" por Katakiri Rekka; fue lanzado el 28 de junio de 2006. Se lanzaron dos discos OST para esta temporada compuestas por Kenji Kawai y grabadas por Frontier Works. El Volumen 1 fue estrenado el 21 de julio y el segundo el 6 de octubre de 2006. También se realizó un disco con canciones interpretadas por los seiyūs, estrenándose el 28 de marzo de 2007.
El opening de la segunda temporada fue "Naraku no hana" (flor del infierno) también interpretado por Eiko Shimamiya. En el primer opening, cuando se invierte la canción, se puede notar que se incluye las palabras Nigerarenai (逃げられない No puedes escapar?). Esta 'palabra oculta' también se puede escuchar en este opening. El ending fue "Taishō a" interpretado por anNina.

#### Película en imagen real
En total, se han realizado dos adaptaciones cinematográficas en imagen real:
- Higurashi No Naku Koro Ni que se estrenó en los cines el 22 de diciembre de 2007, en Japón y adapta la primera mitad de los hechos narrados en la novela. Nuevamente como en el anime, Eiko Shimamiya fue la intérprete de "Rueda de la Fortuna" (運命の輪 Unmei no wa?) y también interpretó los títulos de crédito del final de la película con el título "Diorama" (ディオラマ?).

- Higurashi No Naku Koro Ni Chikai, de 2009, es la segunda película en imagen real. Retoma la segunda mitad de la primera novela, dejando, como en la novela, un final abierto.